# Félix Faure (Métro Paris)
Der U-Bahnhof Félix Faure [feliks fɔʁ] ist eine unterirdische Station Linie 8 der Pariser Métro.

## Lage
Die Station befindet sich im Quartier de Javel des 15. Arrondissements von Paris. Sie liegt längs unter der Avenue Félix Faure an deren nordöstlichem Ende.

## Name
Den Namen gibt die Avenue Félix Faure. Félix Faure (1841–1899) war Abgeordneter der Nationalversammlung, Minister und von 1895 bis zu seinem Tod französischer Präsident.

## Geschichte und Beschreibung
Am 27. Juli 1937 wurde die Station in Betrieb genommen, als der Abschnitt von La Motte-Picquet – Grenelle bis Balard der Linie 8 eröffnet wurde. An jenem Tag wurde die alte Linienführung von La Motte-Picquet – Grenelle nach Porte d’Auteuil aufgegeben und dieser Streckenabschnitt der Linie 10 zugeordnet.
Die Station liegt unter einem elliptischen, weiß gefliesten Gewölbe, dessen Seitenwände der Krümmung der Ellipse folgen. Sie wurde von Anbeginn mit einer Länge von 105 m, ausreichend für Sieben-Wagen-Züge, errichtet.
Die drei Zugänge liegen an der Einmündung der Avenue Félix Faure und der Rue de’Église in die Place Étienne-Pernet. Sie sind durch von Adolphe Dervaux im Stil des Art déco entworfene Kandelaber mit dem Schriftzug METRO markiert.

## Fahrzeuge
Trotz der Länge der Bahnsteige wurden stets nur Fünf-Wagen-Züge eingesetzt, da fünf Stationen der Linie 8 nach wie vor nur 75 m lang sind. Bis 1975 verkehrten Züge der Bauart Sprague-Thomson. In jenem Jahr kamen MF-67-Züge auf die Linie, die ab 1980 durch die Baureihe MF 77 ersetzt wurden.